# جوني هيوز
جوني هيوز (12 سبتمبر 1985 في المملكة المتحدة - ) (بالإنجليزية: Jonny Hughes)‏ هو لاعب كريكت بريطاني. لعب مع Buckinghamshire County Cricket Club ‏ وLoughborough MCC University ‏.

## وصلات خارجية
- جوني هيوز على موقع إي آس بي آن كريك إنفو (الإنجليزية)